# Ralf Dujmovits
Ralf Dujmovits (* 5. Dezember 1961 in Bühl, Schwarzwald) ist ein deutscher Extrembergsteiger, Bergführer und Expeditionsleiter. Er ist der erste und bislang einzige Deutsche, der auf den Gipfeln aller 14 Achttausender stand und somit einer der erfolgreichsten deutschen  Höhenbergsteiger. Neben Bergen im Himalaya macht er bevorzugt Besteigungen in den Alpen und den südamerikanischen Anden.
1999 nahm er an einer Durchsteigung der Eiger-Nordwand teil, die live im Fernsehen übertragen wurde, und wurde so einem größeren Publikum bekannt. Dujmovits führte über 40 Expeditionen in unterschiedlichen Regionen durch und gilt damit als einer der erfahrensten Höhenbergsteiger und Expeditionsbergführer weltweit.
Er war viele Jahre Leiter und Inhaber von AMICAL alpin, einem kommerziellen Veranstalter von Bergreisen. Im Herbst 2011 gab er die Leitung ab.
Dujmovits war von 2007 bis 2015 mit der Extrembergsteigerin Gerlinde Kaltenbrunner verheiratet. Dujmovits hat aus einer anderen Beziehung zwei Kinder. Mit Kaltenbrunner zusammen wurde er 2010 vom Münchner Alpenklub Berggeist (AKB) mit dem „Berggeist des Jahres“ ausgezeichnet.

## Besteigungen der Achttausender
Ralf Dujmovits wurde am 20. Mai 2009 auf dem Lhotse der erste deutsche Bergsteiger, der alle vierzehn Achttausender bestiegen hat und war der 16. Bergsteiger weltweit, dem dies gelungen ist. Bis auf den Mount Everest glückten ihm alle Besteigungen ohne zusätzlichen Flaschensauerstoff. Mehrere Versuche, den Mount Everest nochmals ohne zusätzlichen Flaschensauerstoff zu besteigen, scheiterten, u. a. 2015 während des Erdbebens in Nepal. Auch 2017, bei seinem achten Versuch, den Gipfel des Everest ohne zusätzlichen Sauerstoff zu erreichen, musste Dujmovits auf knapp 8600 Metern wegen heftigen Schneefalls und starker Winde umkehren. Er hatte im Vorfeld bereits angekündigt, dass dies sein letzter Versuch am Everest sein werde.
Dujmovits bestieg die Achttausender in folgender Reihenfolge:
| Nr. | Jahr | Berg                       | Höhe (m) | Anmerkung                                                                             |
| --- | ---- | -------------------------- | -------- | ------------------------------------------------------------------------------------- |
|     | 1988 | Makalu                     |          | Abbruch auf 7800 Metern (Höhensturm)                                                  |
| 01  | 1990 | Dhaulagiri                 | 8167     |                                                                                       |
| 02  | 1992 | Mount Everest              | 8848     | Ab Südsattel unter Zuhilfenahme von Flaschensauerstoff                                |
| 03  | 1994 | K2                         | 8611     |                                                                                       |
| 04  | 1995 | Cho Oyu                    | 8188     |                                                                                       |
|     | 1996 | Mount Everest und Lhotse   |          | Abbruch nach Erreichen des Nuptse-Hauptgipfels und des Südsattels wegen Lawinengefahr |
|     | 1996 | Shishapangma               | 8008     | Zentralgipfel                                                                         |
| 05  | 1997 | Shishapangma               | 8027     | Hauptgipfel                                                                           |
|     | 1998 | Cho Oyu                    | 8188     | zweite Besteigung                                                                     |
| 06  | 1999 | Broad Peak                 | 8051     |                                                                                       |
| 07  | 2000 | Gasherbrum II              | 8034     |                                                                                       |
| 08  | 2001 | Nanga Parbat               | 8125     |                                                                                       |
| 09  | 2004 | Annapurna                  | 8091     | Franzosen-Route                                                                       |
| 10  | 2004 | Hidden Peak (Gasherbrum I) | 8080     | Japanercouloir                                                                        |
|     | 2005 | Shishapangma               | 8027     | zweite Besteigung Dujmovits’, erste Süd-Nord-Überschreitung                           |
|     | 2005 | Mount Everest              |          | Abbruch auf 7650 Metern wegen eines Hirnödems von Hirotaka Takeuchi                   |
| 11  | 2006 | Kangchendzönga             | 8586     | Südflanke                                                                             |
|     | 2006 | Lhotse                     |          | Abbruch auf 8400 Metern wegen Erreichens des Umkehrzeitpunktes                        |
| 12  | 2007 | Manaslu                    | 8163     |                                                                                       |
|     | 2007 | Broad Peak                 | 8051     | zweite Besteigung                                                                     |
|     | 2007 | K2                         |          | Besteigungsversuch auf ca. 7800 Metern am Wetter gescheitert                          |
| 13  | 2008 | Makalu                     | 8485     |                                                                                       |
|     | 2008 | Lhotse                     |          | Besteigung abgebrochen                                                                |
| 14  | 2009 | Lhotse                     | 8516     |                                                                                       |
|     | 2010 | Mount Everest              |          | Besteigung auf 8300 Metern abgebrochen                                                |
|     | 2012 | Mount Everest              |          | Besteigung am Südsattel (7950 m) abgebrochen                                          |
|     | 2014 | Mount Everest              |          | Besteigung auf Nordseite auf 8300 Metern abgebrochen                                  |
|     | 2017 | Mount Everest              |          | Besteigung auf Nordseite auf 8580 Metern abgebrochen (8. Versuch ohne Sauerstoff)     |

## Weitere Besteigungen
Im Oktober 2010 erreichte Dujmovits den Gipfel der Carstensz-Pyramide, die als höchster Berg Ozeaniens zu den Seven Summits zählt.